# Eucranium cyclosoma
Eucranium cyclosoma là một loài bọ cánh cứng trong họ Bọ hung (Scarabaeidae).